# Saselbek
Die Saselbek ist ein Hamburger Bach. Er durchfließt den äußeren Nordosten des Stadtgebiets.

## Geographie

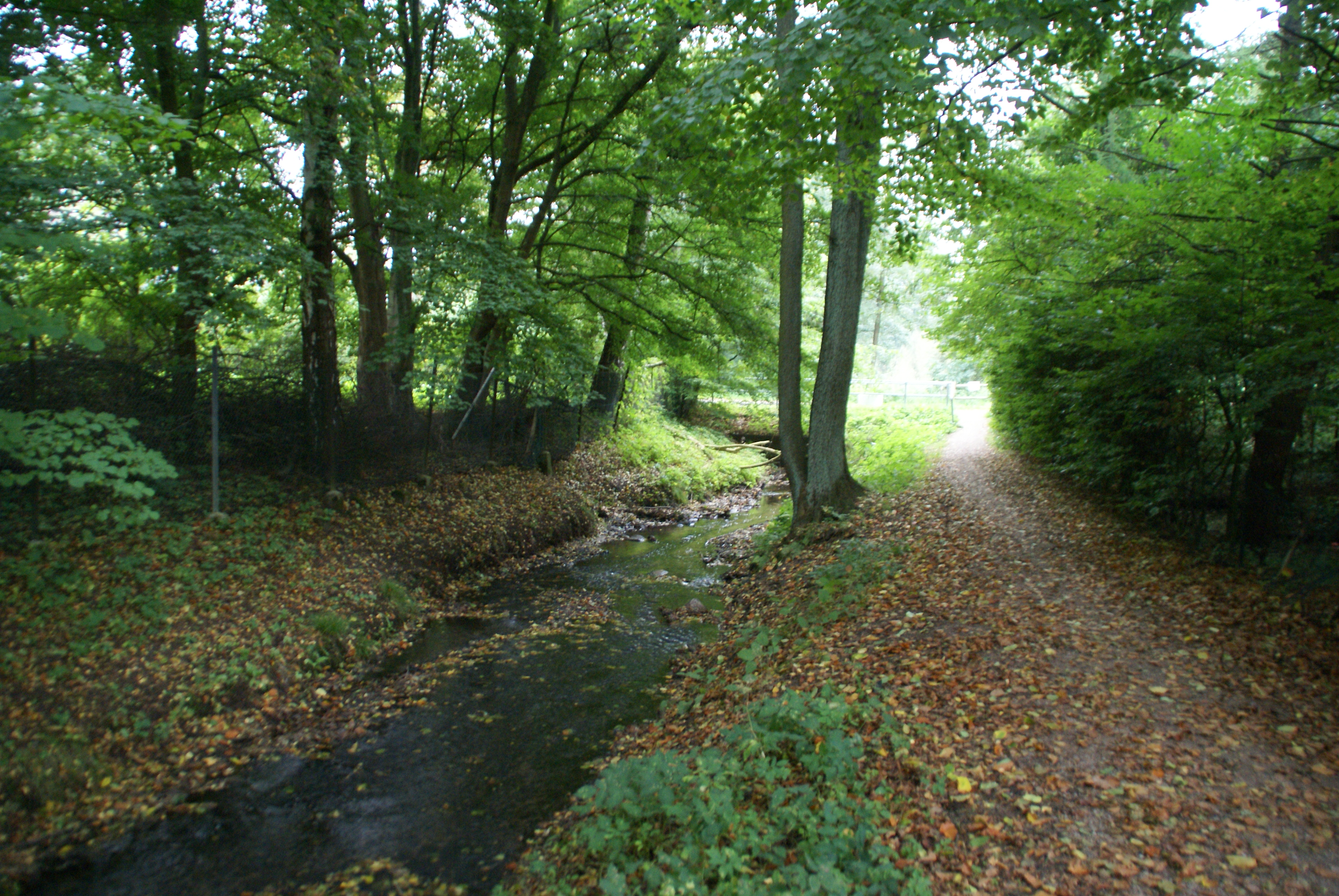
Die Saselbek als Grenze zwischen Sasel und Bergstedt

Der Bach entfließt heute dem Allhorndiek im Hamburger Stadtteil Volksdorf. Er fließt in westlicher Richtung, passiert das Volksdorfer Zentrum, durchquert das Naturschutzgebiet Volksdorfer Teichwiesen zwischen Volksdorf und Sasel, bildet die Grenze zwischen Bergstedt und Sasel und  streicht leicht nach Nordwesten in das Naturschutzgebiet Hainesch/Iland. Er mündet bei der Alten Mühle oberhalb der Mellingburger Schleuse in die Alster. Die Saselbek ist somit ein Gewässer 3. Ordnung. Als Zufluss sind die Gussau in Volksdorf, die Streekbek und die Furtbek in Bergstedt erwähnenswert.
Die Saselbek bildet den früheren Ablauf des Gussau- und des Allhorn-Gletschers, die während der Weichsel-Eiszeit bis in die Region der heutigen Walddörfer vordrangen.
Im Unterlauf säumen die Saselbek steile Ränder, in denen Eisvögel nisten.